# Бойко Краев
Бойко Краев е бивш български футболист, крило. Кариерата му започва през 1982 от ФК Искър 1923 (Роман), а от следващия сезон е привлечен във ФК Ботев (Враца), където играе до 38-годишна възраст.
Понастоящем е треньор в ДЮШ на ФК Ботев (Враца). Баща е на Божидар Краев и Андриан Краев, който е футболист на Левски (София).